# تاريخ الفلسفة الغربية (كتاب)
«تاريخ الفلسفة الغربية» (بالإنجليزية: A History of Western Philosophy) كتاب يعود إلى العام 1945 للفيلسوف البريطاني بيرتراند راسل يقدم فيه نظرة عامة عن تاريخ الفلسفة الغربية ابتداءً من الفلاسفة ما قبل السقراطيين إلى بداية القرن العشرين. ومع أن الكتاب انتُقِد بدعوى تعميمه الزائد وإهماله الملحوظ خاصة في تقديمه لأحداث الحقبة ما قبل الديكارتية إلا أنه أصاب فيما بعد نجاحاً ذائع الصيت، وبقي حتى اليوم على نسخته الأصلية. وعندما توّج راسل بجائزة نوبل للأدب عام 1950 ذكر الكتاب على لائحة الأعمال التي رشحته لنيل الجائزة. وفر الكتاب لراسل الاستقلال المالي في الفترة الأخيرة من حياته، وقد أضحى كتاباً كلاسيكياً من بعدُ وتُرجم إلى معظم لغات العالم نظراً لأهميته وضخامته، وتوالى صدور الطبعات الجديدة منه، وينقسم إلى ثلاثة أجزاء وكل جزء إلى عدة فصول.

## خلفية
كُتب «تاريخ الفلسفة الغربية» خلال الحرب العالمية الثانية، وترجع جذوره إلى سلسلةٍ من المحاضرات المتعلقة بتاريخ الفلسفة التي ألقاها راسل في مؤسسة بارنس في فيلاديلفيا خلال 1941 و1942. قامت زوجته الثالثة باتريشيا بأغلب البحث التاريخي. في عام 1943 حصل راسل على مقدَّمٍ مقداره 3000 دولار من الناشرين، وبين عام 1943 و1944 كتب الكتاب عندما كان في كلية برين ماور. نشر الكتاب عام 1945 في الولايات المتحدة وبعدها بعام في المملكة المتحدة. تمت إعادة ترتيب الكتاب ونُشِر كطبعة جديدة عام 1961، ولكن لم تتم إضافة أي مادة جديدة. تمت بعض التعديلات والمراجعات للطبعة البريطانية الأولى ونسخة 1961؛ لم تتم أي تعديلات على الطبعة الأمريكية (حتى سنة ولادة سبينوزا بقيت خاطئة).

## الملخص
قسم عمله إلى ثلاثة كتب، ويقسم كل كتاب من جديد إلى فصول؛ يتداول كل فصل بصورة عامة فيلسوف واحد، مدرسة فلسفية، أو حقبة زمنية معينة.

### الفلسفة القديمة
- ما قبل سقراط (طاليس، فيثاغورس، هرقليطس، بارمنيدس، إمبيدوكليس، أناكسيماندر، أنكساغوراس، ليوكيبوس، ديموكريتوس وبروتاجوراس)
- سقراط، أفلاطون وارسطو
- الفلاسفة القديمون ما بعد ارسطو (الكلبيون، المتشككون، أبيقوريون، الرواقيون وبروتاغوراس)

### الفلسفة الكاثوليكية
- الآباء (والذي يتضمن تطورات في الفلسفة اليهودية، الفلسفة الإسلامية، القديس امبروس، القديس جيروم، القديس أوغسطينوس، القديس بيندكت والبابا غريغوري)
- الحركة المدرسية (جون سكوتوس أريجينا والقديس توما الأكويني)

### الفلسفة الحديثة
- من عصر النهضة وحتى هيوم (ميكافيلي، إراسموس، مور، بيكون، هوبز، ديكارت، سبينوزا، ليبينيز، لوك، بيركلي وهيوم)
- من روسو وحتى الآن (روسو، كانط، هيغل، بايرون، شوبنهاور، نيتشه، المنفعيون، ماركس، برغسون، ويليام جيمس وجون ديوي)
- يرتبط الفصل الأخير من كتابه، فلسفة التحليل المنطقي، بآراء راسل الفلسفية في حينها

## الاستقبال
حظي كتاب «تاريخ الفلسفة الغربية» باستقبال متفاوت، وبالذات من المراجعين الأكاديميين. أصيب راسل بالفزع بسبب هذه المراجعات. وصف راسل كتابه على انه عمل للتاريخ الاجتماعي، طالبًا ان يتم معاملته على هذا النحو. وقال راسل كذلك: «انا أعتبر الجزء الأول من تاريخ الفلسفة الغربية بمثابة تاريخ ثقافي، ولكن في الأجزاء اللاحقة، عندما أصبح العلم ذو أهمية، أصبح من الصعب حصره في هذا الإطار. انا قدمت أفضل ما لدي، ولكني لست متأكدًا من نجاحي. اتُهمت من قبل المراجعين بعدم كتابتي لتاريخ صحيح وانحيازي للأحداث التي أختار التكلم عنها اعتباطيا. ولكني أعتقد ان الرجل من دون تحايز لا يستطيع كتابة تاريخ مشوق.»
كتب جورج بوس في مجلة تاريخ الأفكار: «يخطئ كتاب تاريخ الفلسفة الغربية في هذا الصدد. يبدو مؤلفه غير قادر بالمرة على إتخاذ قراره حول ما إذا كان يكتب تاريخ أو جدال... يمنح [منهجه] الفلاسفة الذين ماتوا وذهبوا نوع من المعاصرة الزائفة التي من الممكن ان تجعلهم يبدون مهمين بالنسبة للمبتدئين. على الرغم من هذا، انه قراءة خاطئة للتاريخ.» وفي مجلة Isis، كتب ليو روبرتس ان لورانس كان كاتب ماهر وبارع، وكان كتاب تاريخ الفلسفة الغربية أسوء ما كتب. بالنسبة له، كان راسل في أفضل حالاته عندما يتعامل مع الفلسفة المعاصرة، وعلى العكس من هذا «كان تعامله مع الفلسفة القديمة وفلسفة القرون الوسطى عديم القيمة.» أشاد كل من ألبرت اينشتاين وإرفين شرودنغر بكتاب «تاريخ الفلسفة الغربية».
كتب الفيلسوف فريدريك كوبلستون في كتابه تاريخ الفلسفة ان تاريخ الفلسفة الغربية «مليء بالحياة وممتع بصورة غير عادية»، ولكنه قال ان «تعامل راسل مع عدد من الفلاسفة كان غير كاف ومضلل». أعطى كوبلستون الفضل لراسل للفت انتباهه إلى الجانب المنطقي في فلسفة ليبينيز، ولكنه شكك في نظرة راسل التي وضعت فرق واضح ما بين فلسفة ليبينيز العامة ومعتقداته الخفية. وصفت كتابات الناقد جورج ستاينر في مجلة Heidegger، كتاب تاريخ الفلسفة الغربية بال«مبتذل»، قائلًا ان راسل أغفل أي ذكر لمارتن هايدغر، تم إدراج كتاب راسل في كتاب جون ستيورات خرافات وأساطير هيغل (1996)، كأحد الكتب التي نشرت «خرافات» بخصوص هيغل. كتب ستيفن هولجيت ان إدعاء راسل القائل ان فكرة هيغل عن الدولة تبرر أي نوع من الطغيان هي فكرة جاهلة. كتب الفيلسوف روجر سكروتن في كتاب تاريخ موجز للفلسفة الحديثة، واصفًا كتاب تاريخ الفلسفة الغربية، ان الكتاب قد كتب بطريقة ممتازة وبارعة، ولكنه أخطأ في تركيزه على فلسفة ما قبل ديكارت، عدم فهمه لايمانويل كانط، والإفراط في التعميم والإغفال.

## روابط خارجية
- تاريخ الفلسفة الغربية على موقع الموسوعة البريطانية (الإنجليزية)